# Eugène Minkowski
Eugéne Minkowski (San Pietroburgo, 17 aprile 1885 – Parigi, 17 novembre 1972) è stato uno psichiatra francese.
Minkowski è considerato uno dei più importanti esponenti francesi della psichiatria fenomenologica del Novecento.
Egli ha introdotto i concetti di contatto vitale con la realtà e di tempo vissuto; ha inoltre sostenuto che la psicopatologia può essere sempre spiegata se viene tenuto conto della personale esperienza del tempo. 

## Biografia
Proveniente da un ambiente di ebrei ortodossi lituani, Eugéne Minkowski nasce a San Pietroburgo, dove vive fino all'età di 7 anni, quando la sua famiglia si trasferisce a Varsavia.
Lì iniziò i suoi studi medici, ma a causa della repressione politica del governo zarista, fu costretto a trasferirsi a Monaco di Baviera, dove li completò nel 1909. Egli fu sempre interessato alla filosofia. A Monaco conobbe la sua futura moglie, Françoise Minkowska-Brokman, anch'ella psichiatra, da cui ebbero un figlio, Alexandre.
Allo scoppio della prima guerra mondiale si rifugiò in Svizzera, dove lavorò presso la clinica di Burghölzli insieme a Eugen Bleuler. Successivamente si trasferì in Francia. Nel 1914 completò il suo studio Les éléments essentiels du temps-qualité, che fu pubblicato postumo. Nel marzo del 1915 si arruola come volontario nell'esercito francese, dove il suo coraggio gli è valso numerose decorazioni militari e la nazionalità francese. Nel 1925 è stato uno dei fondatori della società L'Évolution psychiatrique.
Nel 1926 discusse la tesi dal titolo La notion de perte de contact avec la réalité et ses applications en psychopathologie. Lavorò presso l'ospedale S. Anna di Parigi.
Morì nel 1972. 

## Il suo lavoro
Fu molto colpito dalla lettura di L'Essai sur les données immédiates de la Conscience di Henri Bergson, ma anche dalla fenomenologia, e in particolare dal libro sulla simpatia di Max Scheler: "È forse utile ricordare che il primo libro d'ispirazione fenomenologica che mi è venuto fra le mani, quasi contemporaneamente a L'Essai sur les données immédiates de la Conscience di Bergson, non è un'opera di Husserl, bensì il saggio sulla Simpatia di Scheler". Rimase invece piuttosto tiepido nei confronti di Heidegger: "Del resto le concezioni di Heidegger - perché tacerlo? - non mi hanno mai attirato in modo particolare. Io sono rimasto fedele ai miei esordi, al metodo fenomenologico".
Nel 1927 appare il lavoro La schizofrenia seguito da Il tempo vissuto (1933) e Verso una cosmologia (1936). Su insistenza di Louis Lavelle, con cui rimase per lungo tempo in ottimi rapporti di amicizia, pubblicò nel 1966 il Trattato di psicopatologia. 
Riuscì a fare una sintesi originale fra Bergson e la fenomenologia in una prospettiva psicopatologica che in Francia ha fortemente influenzato il pensiero delle generazioni successive, tra cui Jacques Lacan e Henri Ey.

## Opere
- La schizophrénie: psychopathologie des schizoides et des schizophrènes, Paris: Payot, 1927; Bruges: Desclée de Brouwer, 1953; trad. it. di Giuliana Ferri, La schizofrenia, introduzione di Stefano Mistura, Verona: Bertani, 1980; trad. rivista da Anna Maria Farcito, Torino: Einaudi, 1998; Milano: Fabbri, 2008
- Le temps vécu: études phénoménologiques et phychopathologiques, Paris: Collection de l'évolution psychiatrique, 1933; Neuchâtel: Delachaux et Niestlé, 1968; trad. it. di Giuliana Terzian, Il tempo vissuto: fenomenologia e psicopatologia, prefazione di Enzo Paci, Torino: Einaudi, 1968; con introduzione di Federico Leoni, 2004 ISBN 88-06-30767-3 ISBN 88-06-16574-7; con prefazione di Vittorino Andreoli, Milano: Corriere della Sera, 2011
- Vers une cosmologie: fragments philosophique, Paris: Aubier-Montaigne, 1936; con prefazione di Jacques Chazaud, Paris: Payot & Rivages, 1999; trad. it. di Davide Tarizzo, Cosmologia e follia: saggi e discorsi, a cura di Federico Leoni, prefazione di Eugenio Borgna e Carlo Sini, Napoli: Guida, 2000; Torino: Einaudi, 2005 ISBN 88-06-15660-8; Milano: Fabbri, 2009
- prefazione a Frederik Jacobus Johannes Buytendijk, Attitudes et mouvements: études fonctionnelle du mouvement humain, Bruges: Desclée de Brouwer, 1957
- prefazione a Louis Gayral, La psichiatria contemporanea: principi, metodi, applicazioni, Roma: Paoline, 1958
- La porté vitale de l'expression, in Atti del II Colloquio internazionale sull'espressione plastica, Bologna 3-5 maggio 1963, Imola: Galeati, 1966, pp. 516-22
- Traité de psychopatologie, Paris: PUF, 1966; trad. it. di Laura Schwarz, Trattato di psicopatologia, introduzione di Mario Francioni, Milano: Feltrinelli, 1973
- Étude psychologique et analyse phénoménologique d'un cas de mélancolie schizophrénique, in Antropologia e psicopatologia, a cura di Danilo Cargnello, Milano: Bompiani, 1967
- Filosofia, semantica, psicopatologia, a cura di Mario Francioni, Milano: Mursia, 1968
- Il problema del tempo vissuto. Con una "Lettera" di Ludwig Binswanger, a cura di Aurelio Molaro, presentazione di Lorenzo Calvi, Mimesis, Milano 2017